# سرگذشت بسیار معمولی
سرگذشت بسیار معمولی (تایلندی: เจ้านกกระจอก) فیلمی تایلندی به نویسندگی و کارگردانی آنوچا سوویچاکورنپونگ است که در سال ۲۰۰۹ منتشر شد. این فیلم را «یکی از شگفت‌انگیزترین و بدیع‌ترین فیلم‌های سال‌های اخیر» نامیدند که در چهاردهیمن جشنواره فیلم بوسان به نمایش درآمد و برندهٔ تندیس ببر جشنواره بین‌المللی فیلم روتردام شد. این فیلم، نخستین فیلم تایلندی بود که به دلیل نمایش صحنه‌ای از برهنگی و خودارضایی مردانه، محدودترین درجه‌بندی فیلم تایلند را را دریافت کرد.